# 最優惠利率

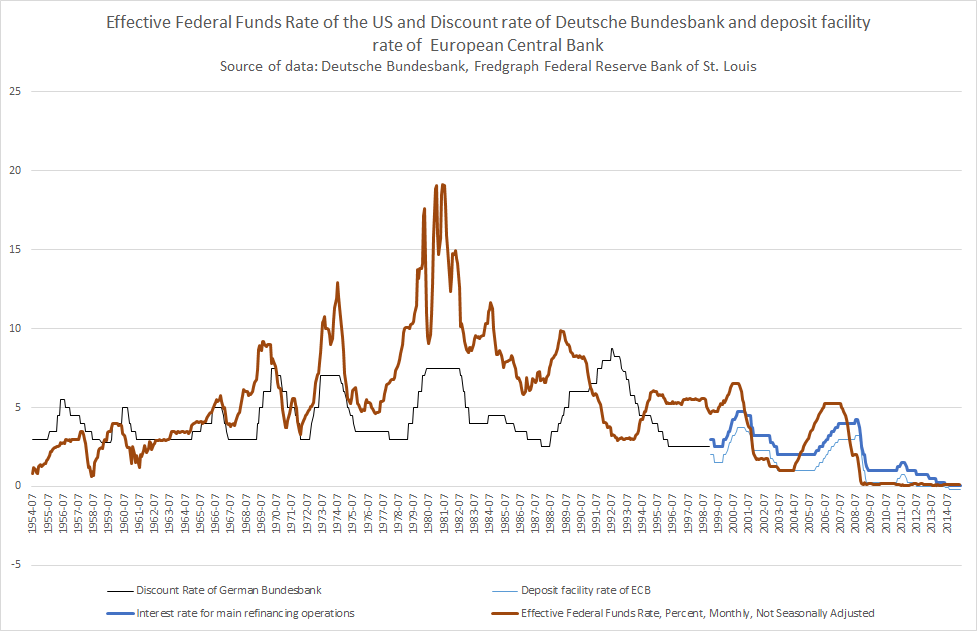
美国、FRG、和欧盟的最优惠利率

最優惠利率（英語：prime rate）是銀行給最重要或信用质素最佳的客戶放贷的基本貸款利率，而对普通客户通常是在此基础上加上一個溢價，而对房地产按揭贷款则一般在此基础上有所减少。銀行最優惠利率是由各間銀行自行決定的。在一般情況下，最優惠利率是高於銀行同業拆息。在美國，最優惠利率比聯邦基金利率（意義等於銀行同業拆息）高大約3%。在美國最常見的就是華爾街日報所出版的華爾街日報最優惠年利率。

## 香港
香港銀行的港元最優惠利率，於2008年第四季調整後，至2018年第三季之間維持多年不變，主要分為俗稱大P(年息率5.25%)和細P(年息率5%)。自2018年第三季起雖有個別銀行釐定較高息率，市場仍以兩種息率為主。